# Villa Rica (Georgia)
Villa Rica is een plaats (city) in de Amerikaanse staat Georgia, en valt bestuurlijk gezien onder Carroll County en Douglas County.

## Demografie
Bij de volkstelling in 2000 werd het aantal inwoners vastgesteld op 4134.
In 2006 is het aantal inwoners door het United States Census Bureau geschat op 11.045, een stijging van 6911 (167.2%).

## Geografie
Volgens het United States Census Bureau beslaat de plaats een oppervlakte van
32,9 km², waarvan 32,5 km² land en 0,4 km² water. Villa Rica ligt op ongeveer 389 m boven zeeniveau.

## Plaatsen in de nabije omgeving
De onderstaande figuur toont nabijgelegen plaatsen in een straal van 24 km rond Villa Rica.